# توسیدید

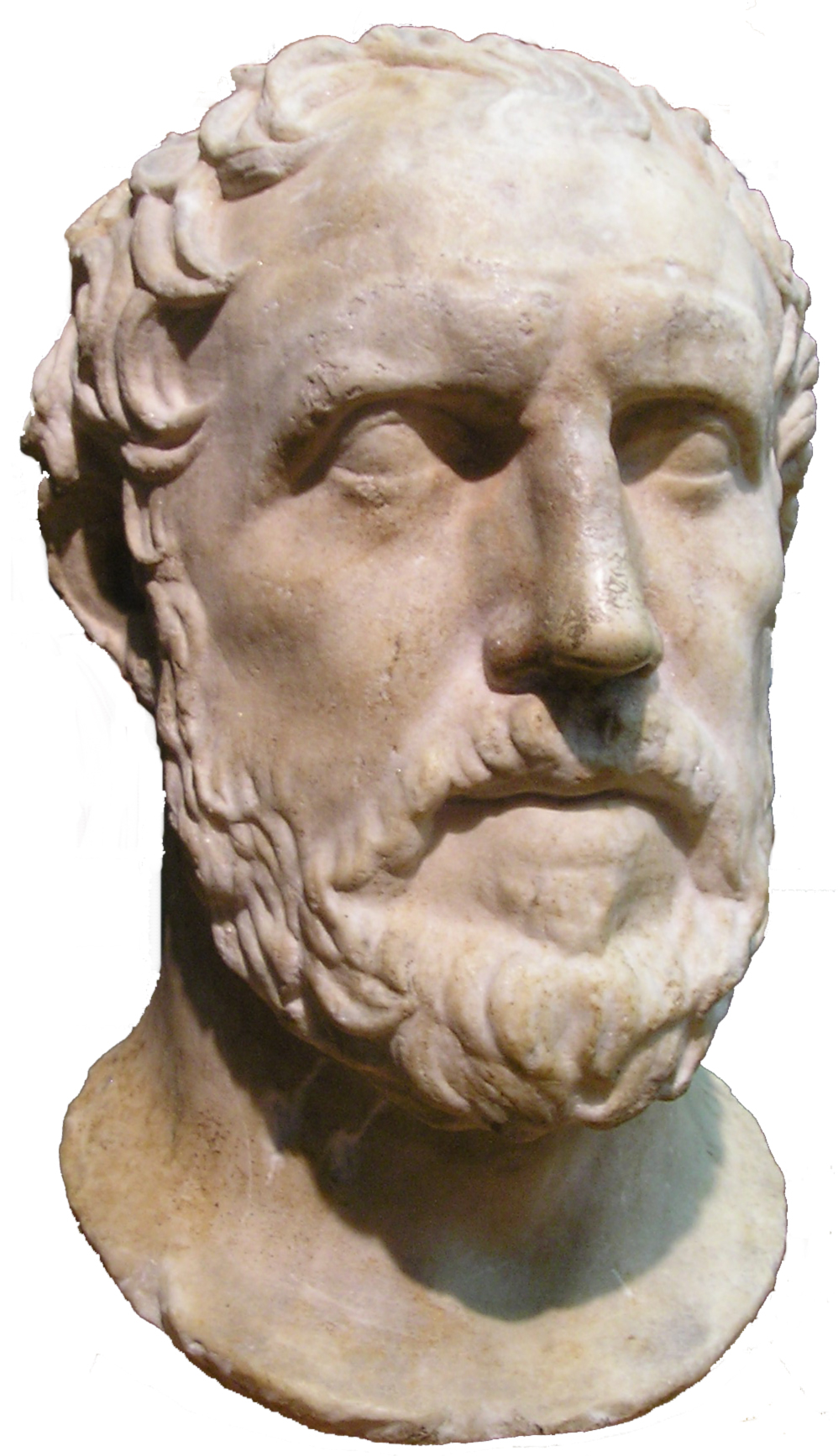

توکودیدس یا توسیدید (۴۶۰ ق.م. – ۳۹۵ ق.م.) (به یونانی: Θουκυδίδης, Thoukydídēs) تاریخ‌نگار یونانی و نویسندهٔ تاریخ جنگ پلوپونزی بود که به شرح وقایع جنگ پلوپونز بین آتن و اسپارت که از ۴۳۱ (پیش از میلاد) آغاز و با یک وقفهٔ چند ساله تا ۴۰۴ (پیش از میلاد) ادامه داشت می‌پردازد، هر چند که نوشته‌های وی در سال ۴۱۱ ق.م. قبل از اینکه جنگ پلوپونزی تمام شود پایان می‌پذیرد.
وی به پدر «تاریخ علمی» ملقب است زیرا برای نخستین بار در دیباچهٔ کتابش به تدوین کلیات معیارهای گواهی‌آوری و تحلیل تاریخ براساس علت و معلول بدون دخالت دادن نقش خدایان می‌پردازد.

## زندگی
توکودیدس در سالِ ۴۶۰ ق. م در آتن در خانواده‌ای اشرافی زاده شد. در سال ۴۲۴ ق. م در مقام فرمانده بخشی از نیروی دریایی آتن در جنگ‌های خانگی یونان شرکت کرد و به علت دیر رسیدن به محل مأموریت خود از آتن تبعید شد و بیست سال در تراکیه به سر برد. در سال ۴۰۴ ق. م که حکم تبعیدش لغو شد به آتن بازگشت.
پس از پایان جنگ‌های داخلی یونان که به جنگ پلوپونز شهرت دارد به منظم ساختن یادداشت‌های خود و نوشتن تاریخ جنگ پرداخت. نوشته‌های او دربارهٔ جنگ‌های داخلی یونان است که به علت مرگ زود هنگام او ناتمام ماند. کتاب او با عنوان تاریخ جنگ‌های پلوپونزی به رویدادهای سال ۴۱۱ ق. م یعنی هفت سال قبل از وقایع پایان جنگ ختم می‌شود. مرگ او به احتمال بین سال‌های ۳۹۵ تا ۴۰۰ ق. م روی داده‌است. اثر توکودیدس رویدادهای داخلی یونان را شامل می‌شود. از آنجایی که دولت هخامنشی در این جنگ‌ها مداخله کرده‌است در اثرش اشاراتی به وضعیت سیاسی و اقتصادی هخامنشیان نیز آمده‌است که برای بررسی تاریخ ایران هخامنشی اهمیت دارد.

## فلسفۀ تاریخ
توسیدید برخلاف اسلافش تلاش کرد رویداد‌های تاریخی را با توجه به اصل علیت توضیح دهد و در گزارش‌های تاریخی‌اش که متمرکز بر حوادث سیاسی و جنگ‌های داخلی یونان بود، همواره اندیشۀ سیاسی و علل طبیعی وقوع وقایع را ذکر می‌کرد. او معتقد بود قدرت مطلق همیشه باعث تباهی می‌شود؛ به این ترتیب که حکام که به نمایندگی از مردم قدرت را به دست گرفتند کم‌کم از آنان فاصله می‌گیرند و به دنبال کسب قدرت بیشتر می‌روند و این امر منجر به نارضایتی مردم و در نهایت سقوط حکام می‌گردد.